# André Fevret
André Alexis Fevret (Troyes, 24 de octubre de 1941-Troyes, 2 de julio de 2006) fue un deportista francés que compitió en remo.
Ganó una medalla de plata en el Campeonato Mundial de Remo de 1962 y una medalla de bronce en el Campeonato Europeo de Remo de 1963.

## Palmarés internacional
| Campeonato Mundial | Campeonato Mundial | Campeonato Mundial | Campeonato Mundial |
| Año                | Lugar              | Medalla            | Prueba             |
| ------------------ | ------------------ | ------------------ | ------------------ |
| 1962               | Lucerna (Suiza)    | Medalla de plata   | Cuatro sin timonel |
| Campeonato Europeo |                    |                    |                    |
| Año                | Lugar              | Medalla            | Prueba             |
| 1963               | Moscú (URSS)       | Medalla de bronce  | Cuatro sin timonel |